# Ben Lerner
Benjamin S. Lerner (4 de febrero de 1979) es un poeta, novelista, ensayista y crítico literario estadounidense. Ha sido beneficiario de una beca Fulbright, finalista del Premio Nacional del Libro, beneficiario de becas de la Fundación Howard y de la Fundación Guggenheim. También ha disfrutado de las Becas MacArthur. En 2011 ganó el "Preis der Stadt Münster für internationale Poesie", convirtiéndose en el primer estadounidense en recibir dicho premio. Es profesor del College de Brooklyn, donde fue recompensado como Distinguished Professor de inglés en 2016.

## Obra publicada

### Poesía
- The Lichtenberg Figures. Port Townsend: Copper Canyon Press. 2004. ISBN 9781619320734.
- Angle of Yaw. Port Townsend: Copper Canyon Press. 2006. ISBN 9781556592461.
- Mean Free Path. Port Townsend: Copper Canyon Press. 2010. ISBN 9781619320741.
- No Art. 2016. Collection of previous three volumes.
- The Snows of Venice (con Alexander Kluge). Spector Books. 2018. ISBN  978-3959052542.
- Gold Custody (con Barbara Bloom). Mack Books. 2021. ISBN 978-1-913620-46-2.
- The Lights. Farrar Strauss & Giroux. 2023. ISBN  9780374279219.

### Ficción
- Leaving the Atocha Station, Coffee House Press, 2011. ISBN 9781566892926
- 10:04, Faber and Faber, 2014. ISBN 978-0865478107[3]
- The Topeka School, Farrar, Straus and Giroux, 2019.

### No ficción
The Hatred of Poetry. FSG Original, 2016.

## Premios y reconocimientos
- 2003 – Hayden Carruth Award
- 2003–2004 – Fulbright Fellowship[4]
- 2006 – Finalista, National Book Award[5] for Ángulo of Yaw.
- 2006 – Finalista, Northern California Book Awards for Ángulo of Yaw[6]
- 2007 – #Kansas Notable Book for Ángulo of Yaw
- 2010–2011 – Howard Foundation Fellowship[7]
- 2011 – Preis der Stadt Münster für internationale Poesie[1]
- 2011 – Finalista, Los Angeles Times Book Award for first fiction[8]
- 2012 – Finalista, #Young Lions Prize of the New #York Public Library[9]
- 2012 – The Believer Book Award
- 2012 – Finalista, William Saroyan International Prize for Writing[10]
- 2012 – Finalista, PEN/Bingham Award[11]
- 2013 – Finalista, James Tait Black Memorial Prize[12]
- 2013 – Guggenheim Fellowship
- 2014 – Terry Southern Fiction Prize from The Pares Review
- 2014 – Finalista, Folio Prize[13]
- 2015– Winner, MacArthur Foundation Fellowship